# Lian Ziwen
Lian Ziwen (chinesisch 廉子文; * 26. September 1998 in Harbin) ist ein chinesischer Eisschnellläufer.

## Werdegang
Lian nahm zu Beginn der Saison 2019/20 erstmals am Weltcup teil und erreichte dabei in Minsk sowie in Tomaszów Mazowiecki jeweils mit dem zweiten Platz im Teamsprint seine ersten Podestplatzierungen in dieser Rennserie. In der Saison 2021/22 holte er im Teamsprint in Stavanger seinen ersten Weltcupsieg und belegte bei den Olympischen Winterspielen 2022 in Peking den 27. Platz über 1500 m, den 19. Rang über 1000 m sowie den achten Platz in der Teamverfolgung. In der folgenden Saison siegte er beim Weltcup in Heerenveen erneut im Teamsprint und lief dort bei den Einzelstreckenweltmeisterschaften 2023 auf den 23. Platz über 500 m sowie auf den 22. Rang über 1000 m. Außerdem wurde er im Jahr 2023 chinesischer Meister über 500 m und im Teamsprint. In der Saison 2024/25 kam er in Peking sowie in Tomaszów Mazowiecki jeweils auf den dritten Platz im Teamsprint und bei den Winter-Asienspielen 2025 in Harbin auf den 16. Platz über 100 m sowie auf den siebten Rang über 500 m. Zudem gewann er dort die Bronzemedaille über 1000 m sowie die Goldmedaille im Teamsprint und bei den Vier-Kontinente-Meisterschaften 2025 in Hachinohe die Silbermedaille im Teamsprint. In den Einzelrennen belegte er den 14. Platz über 500 m und den 11. Rang über 1000 m. Beim Saisonhöhepunkt, den Einzelstreckenweltmeisterschaften 2025 in Hamar, gewann er ebenfalls die Goldmedaille im Teamsprint.

## Erfolge

### Olympische Spiele
- 2022 Peking: 8. Platz Teamverfolgung, 19. Platz 1000 m, 27. Platz 1500 m

### Einzelstrecken-Weltmeisterschaften
- 2023 Heerenveen: 22. Platz 1000 m, 23. Platz 500 m
- 2025 Hamar: 1. Platz Teamsprint

### Vier-Kontinente-Meisterschaften
- 2025 Hachinohe: 2. Platz Teamsprint, 11. Platz 1000 m, 14. Platz 500 m

### Winter-Asienspiele
- 2025 Harbin: 1. Platz Teamsprint, 3. Platz 1000 m, 7. Platz 500 m, 16. Platz 100 m

### Weltcupsiege im Team
| Nr. | Datum             | Ort        | Disziplin    |
| --- | ----------------- | ---------- | ------------ |
| 1.  | 20. November 2021 | Stavanger  | Teamsprint 1 |
| 2.  | 20. November 2022 | Heerenveen | Teamsprint 2 |

### Persönliche Bestleistungen
| Disziplin | Zeit        | Datum             | Ort            |
| --------- | ----------- | ----------------- | -------------- |
| 500 m     | 34,62 s     | 10. Dezember 2022 | Calgary        |
| 1000 m    | 1:07,02 min | 5. Dezember 2021  | Salt Lake City |
| 1500 m    | 1:44,34 min | 4. Dezember 2021  | Salt Lake City |
| 3000 m    | 4:10,04 min | 24. August 2019   | Calgary        |